# Supercopa de España 2011
La Supercopa de España 2011 è stata la ventottesima edizione della Supercoppa di Spagna.
Si è svolta nell'agosto 2011 in gara di andata e ritorno tra il Barcellona, vincitore della Primera División 2010-2011, e il Real Madrid, vincitore della Coppa del Re 2010-2011.
A conquistare il titolo è stato il Barcellona che ha pareggiato la gara di andata a Madrid per 2-2 e ha vinto la gara di ritorno a Barcellona per 3-2.

## Partecipanti
| Squadre     | Qualificazione                             | Partecipazioni precedenti (il grassetto indica la vittoria)                                         |
| ----------- | ------------------------------------------ | --------------------------------------------------------------------------------------------------- |
| Barcellona  | Vincitore della Primera División 2010-2011 | 16 (1983, 1985, 1988, 1990, 1991, 1992, 1993, 1994, 1996, 1997, 1998, 1999, 2005, 2006, 2009, 2010) |
| Real Madrid | Vincitore della Coppa del Re 2010-2011     | 11 (1982, 1988, 1989, 1990, 1993, 1995, 1997, 2001, 2003, 2007, 2008)                               |

## Tabellini

### Andata
| Arbitro: | Teixeira Vitienes |

|                     |           |                     |
| Özil 12’ Alonso 53’ | Marcatori | 35’ Villa 45’ Messi |

| Real Madrid | Barcellona |

| Real Madrid:    |    |                     |     |     |
|                 |    |                     |     |     |
| P               | 1  | Iker Casillas (c)   |     |     |
| D               | 4  | Sergio Ramos        |     |     |
| D               | 3  | Pepe                |     |     |
| D               | 2  | Ricardo Carvalho    |     |     |
| D               | 12 | Marcelo             |     |     |
| C               | 6  | Sami Khedira        | 31’ | 57’ |
| C               | 14 | Xabi Alonso         | 76’ |     |
| C               | 22 | Ángel Di María      |     | 53’ |
| C               | 10 | Mesut Özil          |     |     |
| C               | 7  | Cristiano Ronaldo   |     |     |
| A               | 9  | Karim Benzema       |     | 80’ |
| A disposizione: |    |                     |     |     |
| P               | 13 | Antonio Adán        |     |     |
| D               | 15 | Fábio Coentrão      | 90’ | 53’ |
| D               | 17 | Álvaro Arbeloa      |     |     |
| D               | 19 | Raphaël Varane      |     |     |
| C               | 8  | Kaká                |     |     |
| C               | 21 | José María Callejón |     | 57’ |
| A               | 20 | Gonzalo Higuaín     |     | 80’ |
| Allenatore:     |    |                     |     |     |
| José Mourinho   |    |                     |     |     |

| Barcellona:     |    |                     |       |     |
|                 |    |                     |       |     |
| P               | 1  | Víctor Valdés (c)   |       |     |
| D               | 2  | Daniel Alves        | 90+2’ |     |
| D               | 14 | Javier Mascherano   |       |     |
| D               | 22 | Éric Abidal         |       |     |
| D               | 21 | Adriano             |       | 61’ |
| C               | 15 | Seydou Keita        |       |     |
| C               | 11 | Thiago Alcántara    |       | 57’ |
| C               | 8  | Andrés Iniesta      |       |     |
| A               | 9  | Alexis Sánchez      | 52’   |     |
| A               | 10 | Lionel Messi        |       |     |
| A               | 7  | David Villa         |       | 70’ |
| A disposizione: |    |                     |       |     |
| P               | 13 | José Manuel Pinto   |       |     |
| D               | 3  | Gerard Piqué        |       | 61’ |
| D               | 26 | Andreu Fontàs       |       |     |
| C               | 6  | Xavi                |       | 57’ |
| C               | 16 | Sergio Busquets     |       |     |
| C               | 28 | Jonathan dos Santos |       |     |
| A               | 17 | Pedro               |       | 70’ |
| Allenatore:     |    |                     |       |     |
| Josep Guardiola |    |                     |       |     |

### Ritorno
| Arbitro: | Fernández Borbalán |

|                           |           |                         |
| Iniesta 14’ Messi 44’ 87’ | Marcatori | 19’ Ronaldo 81’ Benzema |

| Barcellona | Real Madrid |

| Barcellona:     |    |                   |       |     |
|                 |    |                   |       |     |
| P               | 1  | Víctor Valdés     | 90’   |     |
| D               | 2  | Daniel Alves      |       |     |
| D               | 14 | Javier Mascherano | 53’   |     |
| D               | 3  | Gerard Piqué      |       |     |
| D               | 22 | Éric Abidal       |       |     |
| C               | 16 | Sergio Busquets   |       | 84’ |
| C               | 6  | Xavi (c)          | 41’   |     |
| C               | 8  | Andrés Iniesta    |       |     |
| A               | 17 | Pedro             |       | 82’ |
| A               | 10 | Lionel Messi      |       |     |
| A               | 7  | David Villa       | 90+4’ | 73’ |
| A disposizione: |    |                   |       |     |
| P               | 13 | José Manuel Pinto |       |     |
| D               | 21 | Adriano           |       | 73’ |
| D               | 26 | Andreu Fontàs     |       |     |
| C               | 4  | Cesc Fàbregas     |       | 82’ |
| C               | 11 | Thiago Alcántara  |       |     |
| C               | 15 | Seydou Keita      |       | 84’ |
| A               | 9  | Alexis Sánchez    |       |     |
| Allenatore:     |    |                   |       |     |
| Josep Guardiola |    |                   |       |     |

| Real Madrid:    |    |                     |            |     |
|                 |    |                     |            |     |
| P               | 1  | Iker Casillas (c)   |            |     |
| D               | 4  | Sergio Ramos        | 76’        |     |
| D               | 3  | Pepe                | 61’        |     |
| D               | 2  | Ricardo Carvalho    |            |     |
| D               | 15 | Fábio Coentrão      | 84’        |     |
| C               | 14 | Xabi Alonso         |            |     |
| C               | 6  | Sami Khedira        | 27’        | 46’ |
| C               | 22 | Ángel Di María      |            | 63’ |
| C               | 10 | Mesut Özil          | 90+4’      | 77’ |
| C               | 7  | Cristiano Ronaldo   | 53’        |     |
| A               | 9  | Karim Benzema       |            |     |
| A disposizione: |    |                     |            |     |
| P               | 13 | Antonio Adán        |            |     |
| D               | 12 | Marcelo             | 54’, 90+3’ | 46’ |
| D               | 17 | Álvaro Arbeloa      |            |     |
| D               | 18 | Raúl Albiol         |            |     |
| C               | 8  | Kaká                |            | 77’ |
| C               | 21 | José María Callejón |            | 63’ |
| A               | 20 | Gonzalo Higuaín     |            |     |
| Allenatore:     |    |                     |            |     |
| José Mourinho   |    |                     |            |     |